# Matthäuskirche (Barendorf)

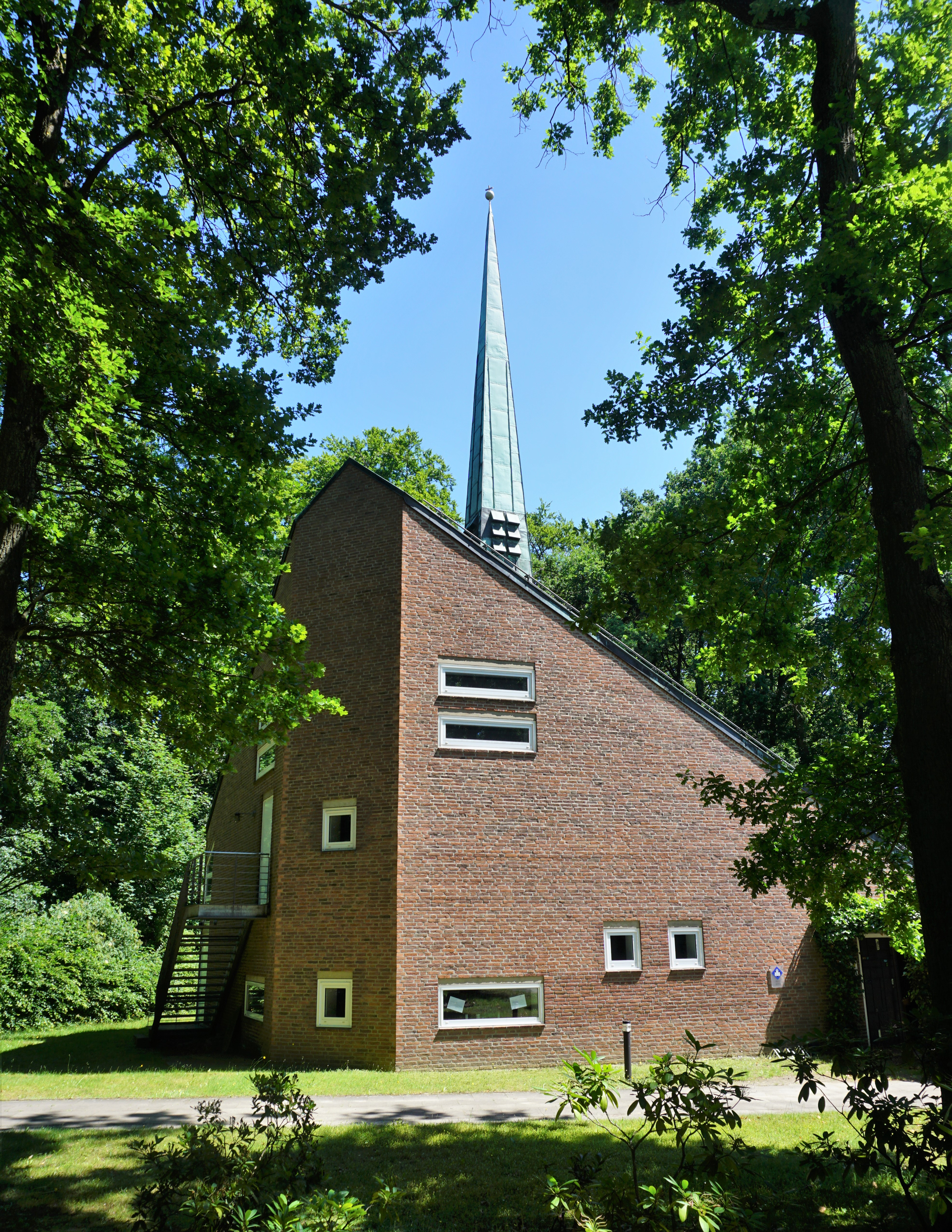
Matthäuskirche in Barendorf

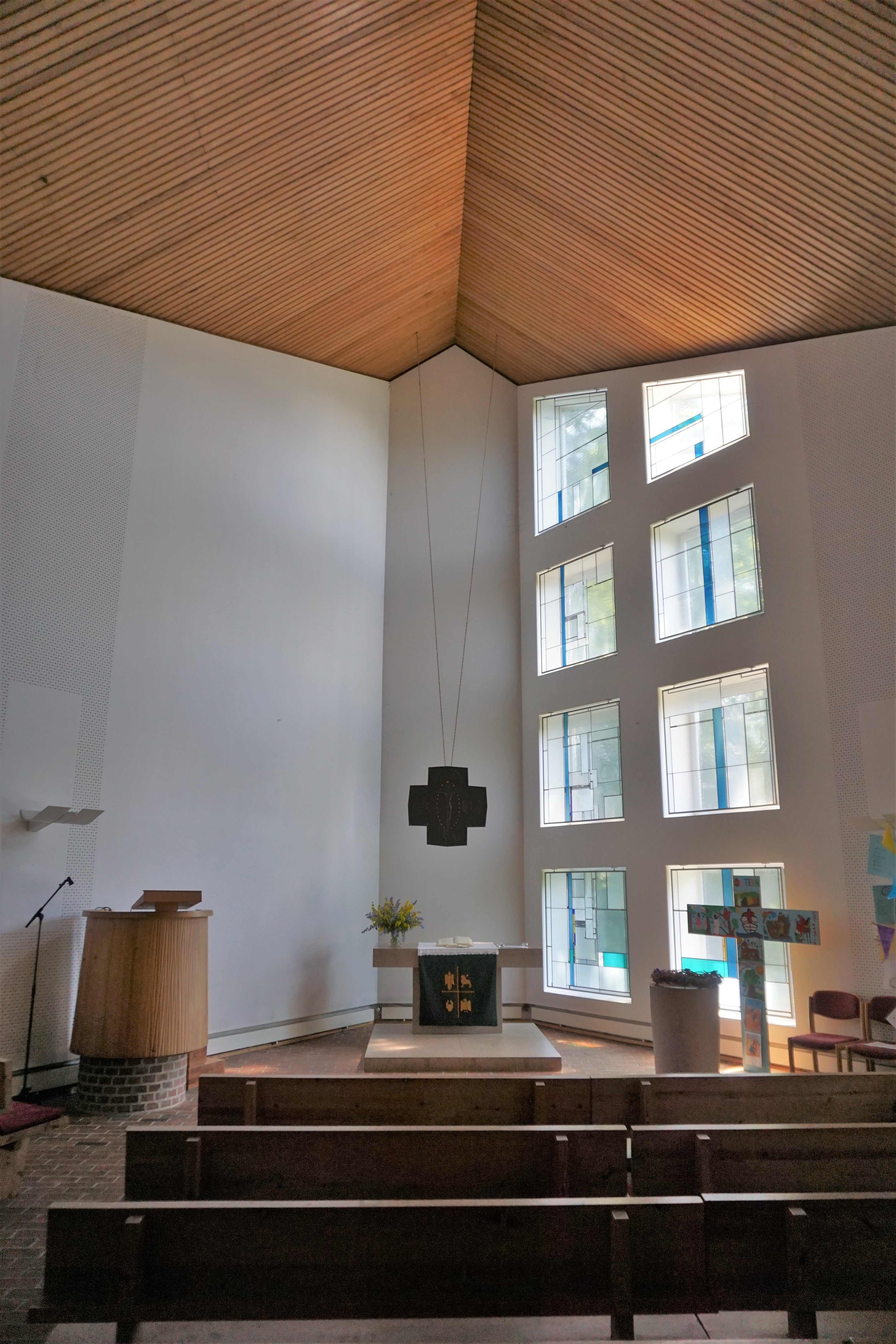
Innenraum der Matthäuskirche

Die evangelisch-lutherische Matthäuskirche steht in Barendorf im niedersächsischen Landkreis Lüneburg.

## Lage
Die Matthäuskirche liegt nördlich von einem Wohngebiet zu zwei Seiten umgeben von einem Waldstück. Nordwestlich auf der anderen Straßenseite liegt ein Friedwald sowie der örtliche Friedhof.

## Architektur und Ausstattung
Das moderne Kirchengebäude wurde  zwischen 1964 und 1965 errichtet und hat einen polygonalen Grundriss. Auf dem Kupferdach ist ein ebenfalls mit Kupfer gedeckter Dachreiter angebracht. Das Gebäude besitzt neben dem Gottesdienstraum einen kleinen Eingangsbereich und einen Veranstaltungsraum. Die Fassade besteht aus bräunlichen Backsteinen und enthält eine Vielzahl unterschiedlich großer viereckiger Fenster. Im Bereich des Altars ist eine größere Fensterfront mit acht Fenstern eingearbeitet.
Die Wände des Gottesdienstraumes sind weiß gestrichen. Vor die Fenster der Fensterfront im Altarbereich wurden nach umfangreichen Renovierungsarbeiten der Kirche im Jahr 1998 Glasmalereien angebracht. Diese enthalten Rechtecke in den Farben Weiß, Blau und Türkis sowie durchsichtige Glasflächen. Die Saalkirche besitzt eine Empore auf der sich auch die Kirchenorgel befindet.
Über dem Altar hängt ein an der Holzdecke befestigtes größeres Kreuz. Es ist mit 24 Bernsteinen besetzt, welche als Bezugspunkte für Flüchtlinge aus den Ostgebieten dienen sollen.

## Kirchliche Organisation
Die Matthäuskirche gehört heute neben der Petri-Kirche in Wendhausen, der St.-Vitus-Kirche in Reinstorf und der St.-Nikolaus-Kapelle in Vastorf zur Kirchengemeinde Reinstorf im Kirchenkreis Lüneburg im Sprengel Lüneburg in der Evangelisch-lutherischen Landeskirche Hannovers.